# كريموند (مقاطعة دلفان)
كريموند (بالفارسية: کریموند) هي قرية تقع في قسم نورعلي الريفي (مقاطعة دلفان) في إيران. يقدر عدد سكانها بـ 49 نسمة بحسب إحصاء 2016.